# Pasaréti út
A Pasaréti út kertes villákkal szegélyezett útvonal Budapest II. kerületében, a névadó Pasarét kerületrész legfontosabb útja.

## Nyomvonala
A Szilágyi Erzsébet fasorból ágazik ki, lámpás kereszteződéssel, és nagyjából az Ördög-árok (sokáig föld alatt, beboltozottan húzódó) folyásával párhuzamosan, attól kisebb-nagyobb távolságban halad északnyugat felé, Rézmál, Törökvész és a névadó Pasarét kerületrészek között. Iránya szinte végig nagyjából a kiindulási irányt követi és szintemelkedése is egészen minimális. Két legjelentősebb irányváltása egymás közelében található, a Torockó és a Radna utcák kiágazásánál, e két kanyarja között található az egyetlen, érzékelhetően emelkedő szakasza.
Néhány sarokkal ezután lámpás csomópontban keresztezi az utat a Gábor Áron utca, majd később még egy lámpával biztosított gyalogos átkelőhely található az úton, a Harangvirág utca kereszteződése előtt. Pár száz méter után éri el az út a Pasaréti teret, ahol körforgalmi közlekedési rend van érvényben, a körforgalomból délnyugat felé a Kelemen László utca, északkelet felé a Csévi utca ágazik ki. A Pasaréti út innen még tovább folytatódik, elhalad a Pénzügyőr SC sporttelepe mellett, majd eléri az Ördög-árok itt már nyitott medrét és annak bal partján halad tovább. Itt éri el a Napraforgó utcai kísérleti lakótelep házait (amelyek a patak jobb partján állnak) és a Battai lépcső keresztezésénél ér véget. Folytatása a Páfrányliget utcától Hűvösvölgy irányába, Lipótmező és Nyék határán a Páfrány út.

## Története
A 19. század második feléig agyagbányák voltak a mai Vasas sporttelep területén, amiket a Kőszénbánya és Téglagyár Társulat Pesten nevű cég üzemeltetett. 1880-ban a Fővárosi Közmunkák Tanácsa javasolta ebben a városrészben egy feltáró út megépítését, és 1889-re sikerült egyezséget kötnie a fővárosnak az említett céggel arról, hogy az utat a cég építi meg, hat öl szélességben, sőt tíz évre a karbantartását is magára vállalja. 1896-ban társulat alakult a Pasaréti úton és környékén családi házas telep kialakítására, és már a századfordulótól kezdve olyan villák épültek itt egyre nagyobb számban, amelyek nemcsak nyaralóként funkcionálhattak, de téli itt tartózkodásra is alkalmasak voltak.

### Híres lakói
- Jávor Pál (1902–1959) színész (8.)
- Mérei Ferenc (1909–1986) pszichológus, pedagógus, hálózatkutató (36.)
- Örkény István (1912–1979) Kossuth-díjas író, gyógyszerész (39.)
- Pór Bertalan (1880–1964) Kossuth-díjas festő (77.)

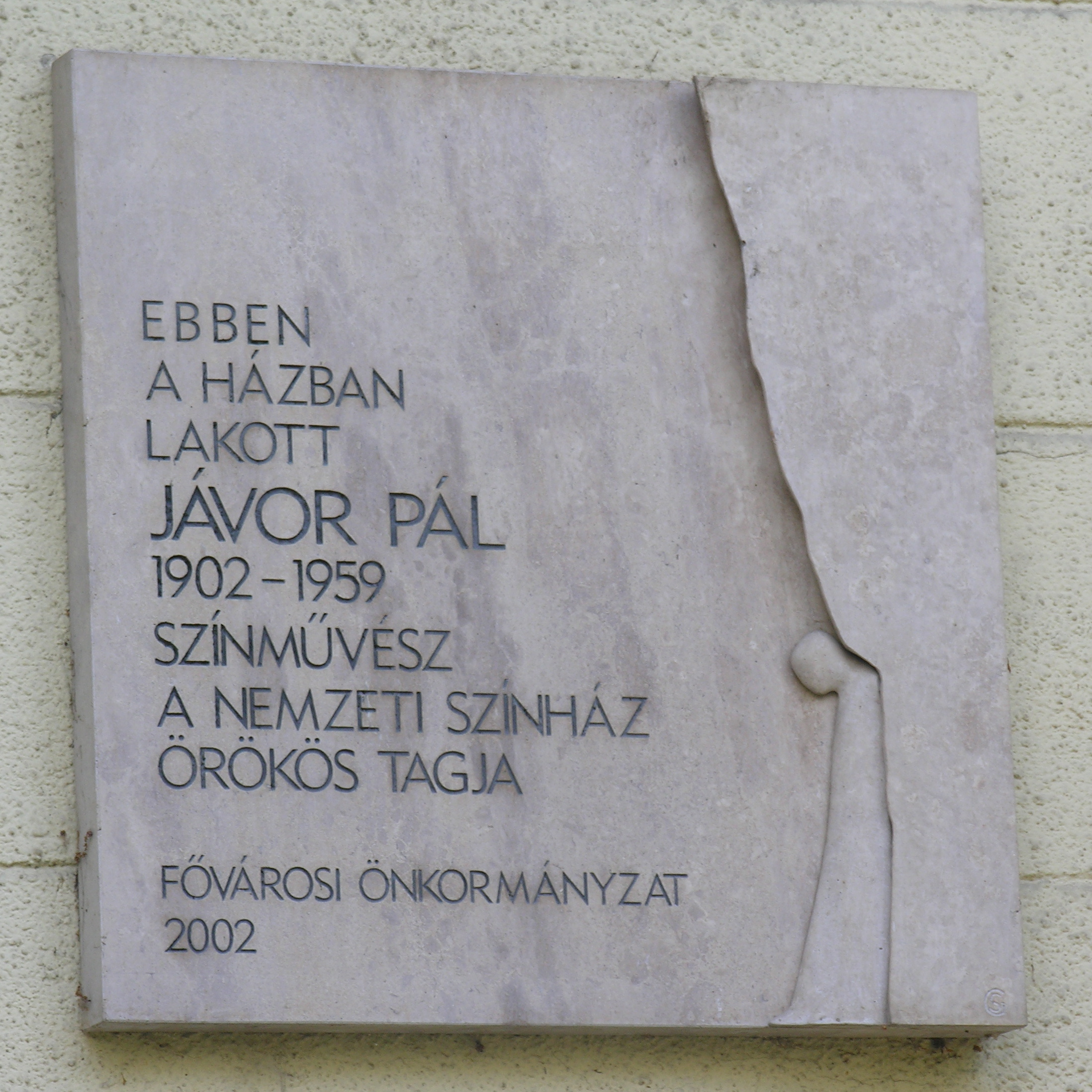
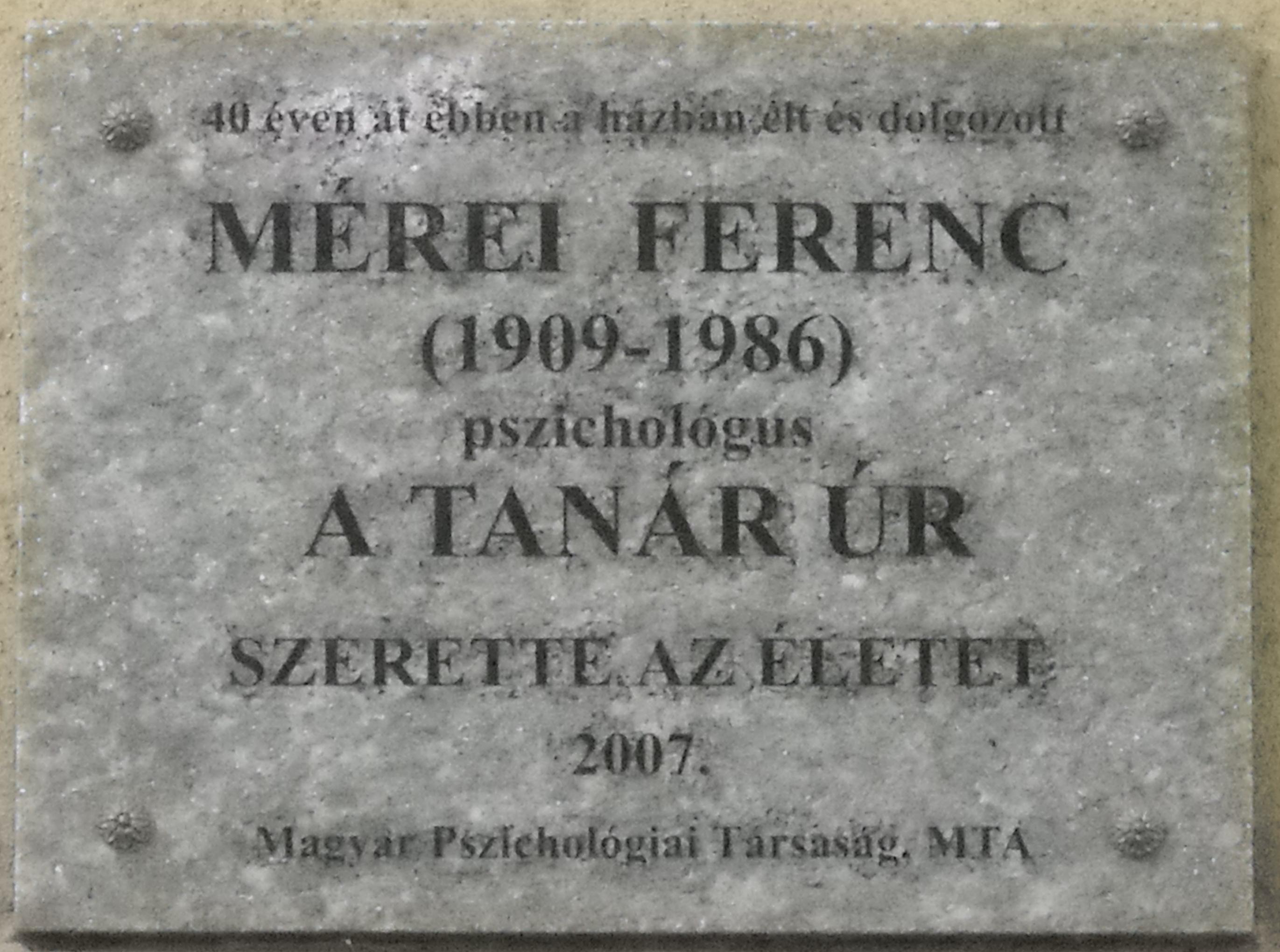
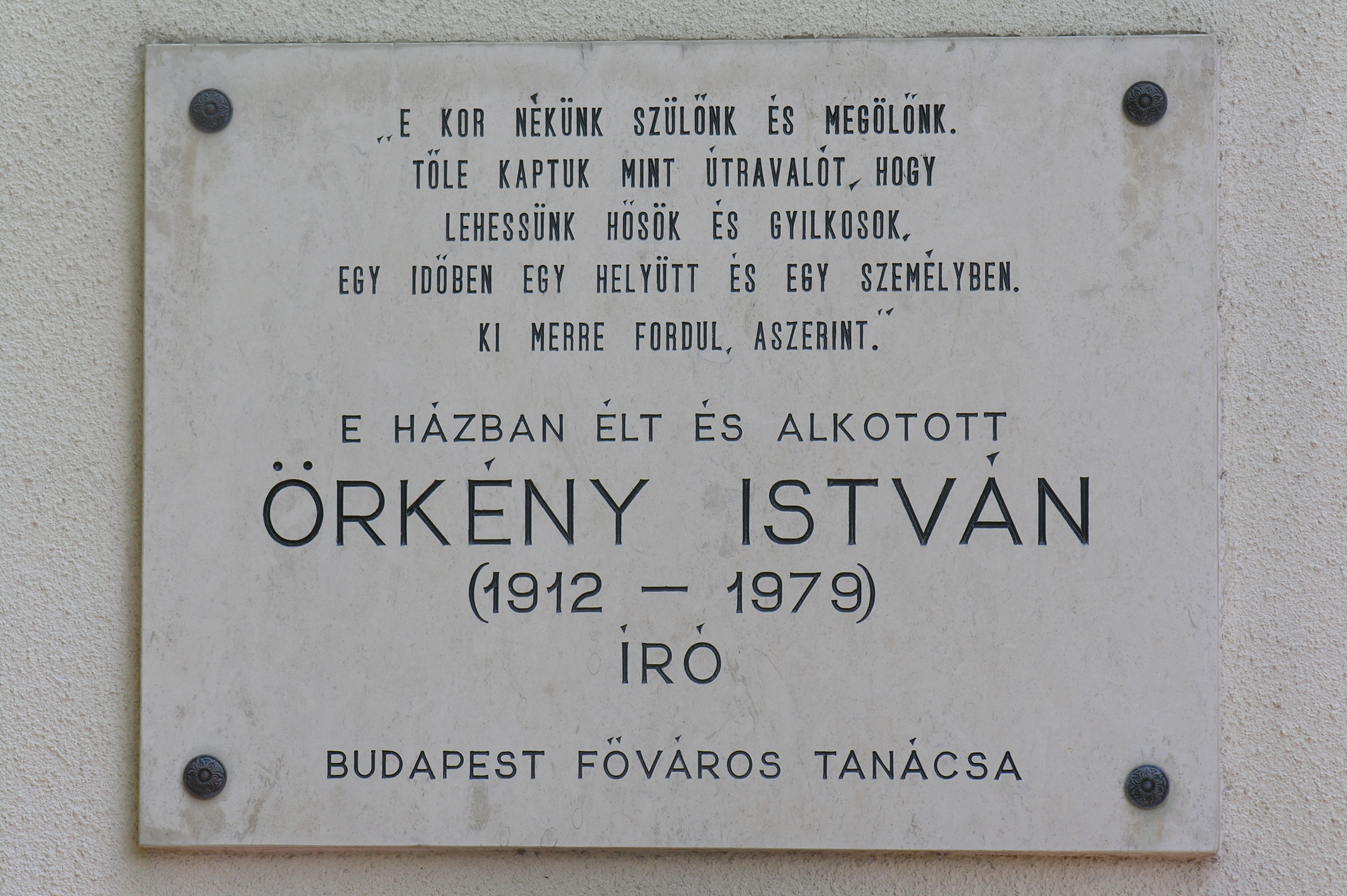
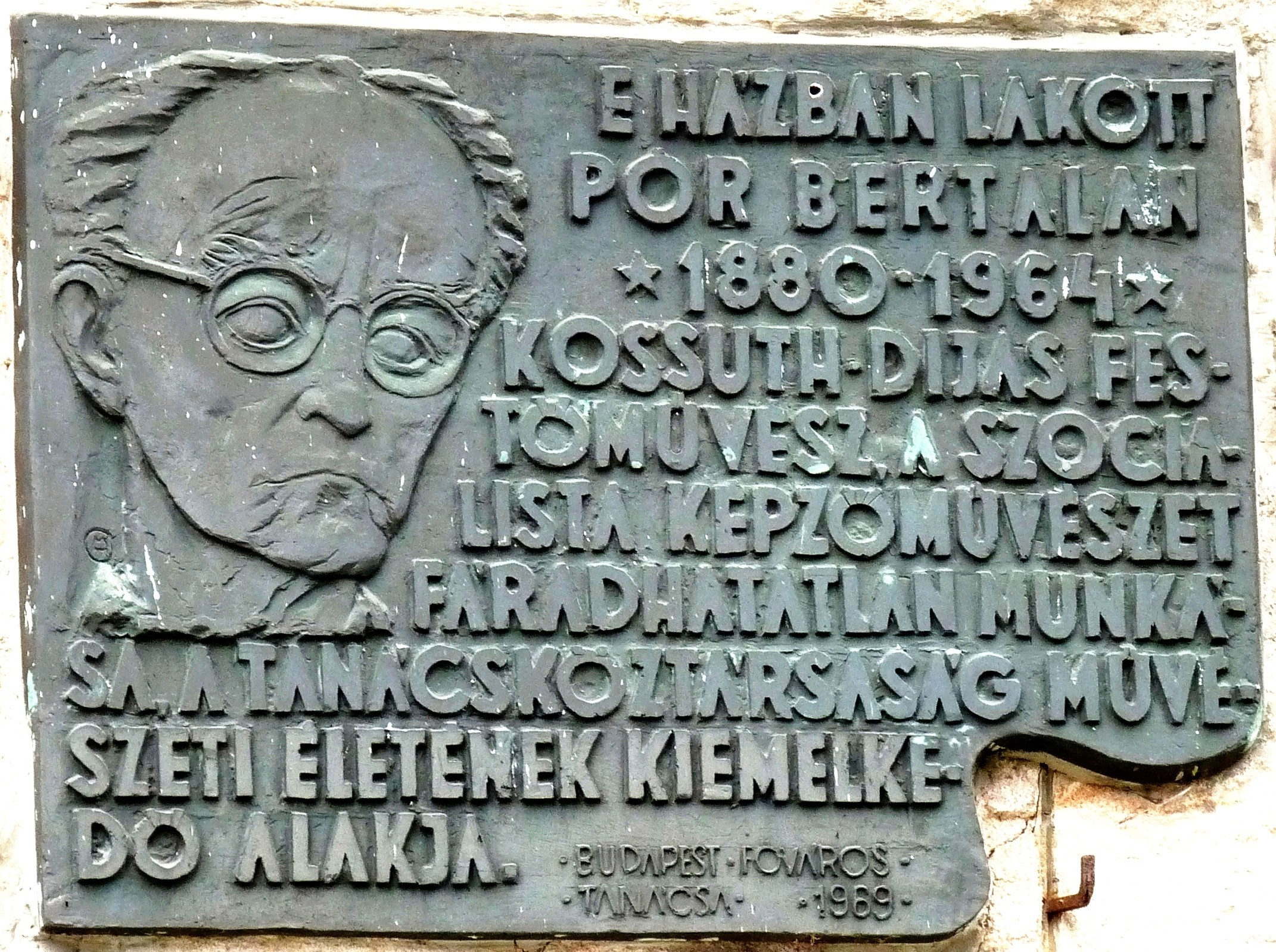

## Jelentősebb épületek az út mentén

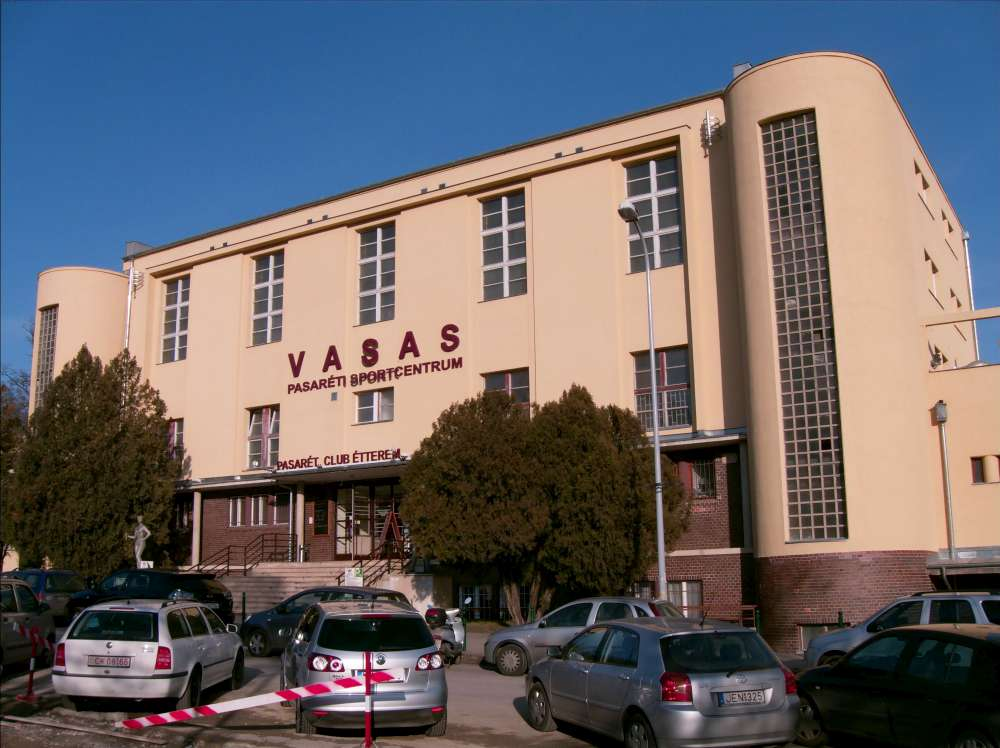
A Vasas Sportcentrum épülete

- 7. szám: lakóház (Molnár Farkas, 1936)
- 11-13. szám: Vasas sporttelep teniszcsarnoka (Menyhárd István, 1962)
- 37. szám: ikervilla (Rimanóczy Gyula, 1935)
- 43. szám: villa (Takách Béla, 1920)
- 59. szám: villa (Kismarty-Lechner Jenő, 1910)
- 64. szám: lakóház (Szőke Imre, 1923)
- 68. szám: lakóház (Kőrössy Albert, 1908)
- 75. szám: lakóház (Lukács–Rácz, 1910)
- 85. szám: lakóház (Placsek Imre, 1942)
- 87. szám: lakóház (Falus Lajos, 1941)
- 101. szám: lakóház (Gáthy Zoltán, 1934)
- 137. szám: autóbusz-végállomás, római katolikus templom és ferences rendház (Rimanóczy Gyula, 1933-34)

## Közlekedése
A Pasaréti út kezdeti szakasza a Szilágyi Erzsébet fasorban közlekedő villamosok és autóbuszok két megállója (Városmajor és Szent János Kórház) között, nagyjából félúton található, ezért e járatokról az említett két megálló valamelyikénél célszerű leszállni a megközelítéshez. Az út további szakaszaira történő eljutáshoz legkézenfekvőbb az 5-ös buszt választani, amely a kezdőponttól a Pasaréti téri végállomásáig a Pasaréti úton halad.
A keresztező útvonalak közül a Gábor Áron utca csomópontjában a 91-es buszcsalád két járatától (91-es, 291-es), a Pasaréti térnél pedig a 29-es busztól is könnyen elérhetők a Pasaréti út ottani szakaszai. A legvégső útszakasz legkönnyebben a hűvösvölgyi villamosok (56, 56A, 59B, 61) Zuhatag sor vagy Nagyhíd megállóitól érhető el. Az éjszakai órákban a Pasaréti úton nem közlekedik autóbuszjárat, ekkor az út a villamosokkal párhuzamosan haladó 956-os busz felől közelíthető meg.

## Érdekességek
- A története szerint a Pasaréti út egyik lakóháza, a „Kéri-villa” (147. szám alatti) épülete volt a fő helyszíne a Fűre lépni szabad című, 1960-as magyar filmvígjátéknak.